# Admont
Admont je město v rakouské spolkové zemi Štýrsko v okrese Liezen, v Rakousku. Leží v údolí řeky Enže, na hranicích Národního parku Gesäuse, asi 20 km východně od okresního města Liezen.
S obecní rozlohou 300,02 km² je Admont od roku 2015 druhou největší obcí ve Štýrsku a čtvrtou největší v Rakousku po Mariazell.

## Místní části
V závorkách je uveden počet obyvatel podle stavu k 1. lednu 2022.
- Admont (2153) včetně Oberhofsiedlung
- Aigen (190) včetně vesnické osady, Frauenberg, Kreuzberg, Lichtmeassberg a Treffner
- Gstatterboden (40)
- Hall (1714) včetně Donibas, Ennsviertel, Grabnerhof, Grieshof, Hall-rozptýlené domy, Mühlau, Oberhall, Schwarzenbach, Sonnberg, Unterhall a Zirnitz
- Johnsbach (154) včetně Gstatterboden
- Krumlov (160) včetně vstupu do Gesäuse, Kematenu a Ráje
- Weng im Gesäuse (546) včetně Buchau, Geiergraben, Kletzenberg, Schröckendorf, Schwaighof a Steinfeldsiedlung

## Pamětihodnosti
- Klášter Admont, založený v roce 1074
- Radnice z roku 1736
- Starý farní kostel (Amanduskirche), poprvé zmíněn kolem roku 850
- Evangelický kostel, postaven v letech 1929/1930
- Katolický farní kostel v Hall
- Farní kostel sv. Jiljí a hřbitov horolezců v Johnsbachu
- Katolický farní kostel svatého Kosmy a Damiána a kaple sv Šebestiána ve Wengu
- Marienpark s mariánským sloupem vztyčeným v roce 1712
- Zámek Röthelstein: Postaven 1655–1657, raně barokní zámek jižně od obce, letní a lovecké sídlo opatů z Admontu, dnes mládežnický a rodinný penzion JUFA
- Zámek Kaiserau: Postaven v roce 1778 benediktinskými mnichy z Admontu, nyní pronajímaný. K dispozici jsou apartmány a skupinové pokoje. Necelých 100 metrů odtud je malý lyžařský areál, který je ve vlastnictví opatství Admont.
- Ennskatarakt Gesäuse (přírodní památka)

## Sport
Na území obce jsou v údolí Kaiserau lyžařské vleky. 